# Chlamylla
Chlamylla is een geslacht van weekdieren uit de klasse van de Gastropoda (slakken).

## Soorten
- Chlamylla borealis Bergh, 1899
- Chlamylla intermedia (Bergh, 1899)

### Synoniemen
- Chlamylla atypica (Bergh, 1899) => Chlamylla borealis borealis Bergh, 1886